# Beelia
Beelia — рід грибів родини Elsinoaceae. Назва вперше опублікована 1925 року.

## Класифікація
До роду Beelia відносять 3 види:
- Beelia philippinensis
- Beelia plumeriae
- Beelia suttoniae